# Dzjoemaja-moskee
De Dzjoemaja-moskee is een moskee in de stad Plovdiv, in het zuiden van Bulgarije. De moskee ligt in het centrum van Plovdiv en werd in 1363-1364 gebouwd op de plaats van de Sveta Petka Tarnovska-kathedraalkerk na de verovering van Plovdiv door het Ottomaanse leger. Tijdens het bewind van sultan Murad I in de 15e eeuw werd het oude gebouw afgebroken en vervangen door de moderne moskee. Het heette de Ulu Dzhumaya-moskee, of de Grote Vrijdagmoskee.
De moskee is groot, met negen koepels en een gebedsruimte van 33 x 27 meter. Er is een minaret in de noordoostelijke hoek van de voorgevel. Binnenmuurschilderingen dateren uit de late 18e tot vroege 19e eeuw.